# Tau2 Serpentis
Título a ser usado para criar uma ligação interna é Tau2 Serpentis.
Tau2 Serpentis (12 Serpentis) é uma estrela na direção da constelação de Serpens. Possui uma ascensão reta de 15h 32m 09.68s e uma declinação de +16° 03′ 22.1″. Sua magnitude aparente é igual a 6.22. Considerando sua distância de 431 anos-luz em relação à Terra, sua magnitude absoluta é igual a 0.61. Pertence à classe espectral B9V.